# Jurica Silanowski
Jurica Silanowski (mac.: Јурица Сиљановски; ur. 30 grudnia 1973 w Ochrydzie) – macedoński piłkarz występujący na pozycji napastnika.

## Kariera klubowa
Silanowski karierę rozpoczynał w 1991 roku w zespole regionalnej ligi jugosłowiańskiej – FK Ohrid. W 1992 roku przeszedł do holenderskiego AZ Alkmaar, grającego w drugiej lidze. Spędził tam sezon 1992/1993, jednak nie rozegrał tam żadnego spotkania i w połowie 1993 roku wrócił do FK Ohrid, występującego już w drugiej lidze macedońskiej. Po sezonie 1993/1994 odszedł stamtąd do rezerw niemieckiego Bayernu Monachium (Regionalliga), w którym również występował przez jeden sezon.
W 1995 roku wrócił do Macedonii, gdzie został zawodnikiem Wardaru. W sezonie 1995/1996 zajął z nim 3. miejsce w pierwszej lidze macedońskiej. Następnie grał w holenderskim drugoligowcu ADO Den Haag, a w 1997 roku przeszedł do słoweńskiego Maribora Teatanic, z którym w sezonie 1997/1998 zdobył mistrzostwo Słowenii.
W kolejnych latach Silanowski występował w Belgii w pierwszoligowym zespole KVC Westerlo, a także w drugoligowych drużynach KV Kortrijk oraz Cercle Brugge. W 2001 roku przeniósł się do szwedzkiego Elfsborga. Z klubem dwukrotnie zwyciężył w rozgrywkach Pucharu Szwecji (2001, 2003). Na początku 2004 roku odszedł do rumuńskiego FC Oradea. W sezonie 2003/2004 spadł z nim z pierwszej ligi do drugiej. Graczem Oradei był do końca sezonu 2004/2005.
Następnie Silanowski wyjechał do Australii, gdzie grał w drużynach Fawkner-Whittlesea Blues, Altona Magic, Altona East Phoenix oraz Brunswick City. W 2010 roku zakończył karierę.

## Kariera reprezentacyjna
W reprezentacji Macedonii Silanowski zadebiutował 14 listopada 2001 w przegranym 0:5 towarzyskim meczu z Węgrami, a 7 stycznia 2002 w zremisowanym 1:1 towarzyskim pojedynku z Bahrajnem strzelił swojego jedynego gola w kadrze. W latach 2001–2002 w drużynie narodowej rozegrał 5 spotkań i zdobył 1 bramkę.